# 柏拉图号
行星凌日和恒星振荡观测（PLAnetary Transits and Oscillations of stars），简称柏拉图号（PLATO）是一架由欧洲航天局开发，并将于2026年发射的空间望远镜。任务目标是在多达一百万颗恒星中搜寻行星凌日，并发现和描述环绕黄矮星（如我们的太阳、次巨星和红矮星周围的石质太阳系外行星。该任务重点寻找位于类太阳恒星周围适居带中的类地行星，在那里可能会存在液态水。它是欧空局宇宙愿景计划中的第三项中级任务，以古希腊著名哲学家柏拉图之名命名。该任务的第二目标是研究恒星振荡或重大活动，以测量恒星的质量及演化，并实现对行星宿主恒星年龄等特征的精确描述。

## 历史
2007年，一组科学家响应欧空局2015-2025年宇宙愿景计划征召，首次向欧洲航天局（欧空局）提出了柏拉图号任务概念。2009年完成项目初评，2010年5月进入规划阶段。在2010年7月发布任务征集后，欧空局于2011年2月为定于2024年发射的中级任务（M3任务）选择了四项候选提案。2014年2月19日，柏拉图号被宣布为宇宙愿景计划即将实施的第三项中级探索任务，经评审的其他参选概念还包回声号、阁楼号、马可波罗-R和时空探索者与量子等效原理空间测试等四个候选项目。
2015年1月，欧空局选择泰雷兹阿莱尼亚宇航、空客国防航天和OHB System AG （页面存档备份，存于）三家公司对柏拉图号系统及子系统展开并行的B1阶段研究，2016年可行性研究完成，2017年6月20日，欧空局科学计划正式批准了柏拉图号项目，这意味着该任务已从蓝图进入到建造阶段。在接下来的数月中，将向工业界招标建造航天器平台。
负责柏拉图任务探测设备和对探索活动作出重要贡献的联合方有海克·劳尔(Heike Rauer)教授领导的德国航空航天中心(DLR)行星研究所；一支来自意大利、瑞士和瑞典的国际团队完成了望远镜光学设备的设计并由義大利國家天文物理研究所帕多瓦天文台的罗伯托·拉加佐尼(Roberto Ragazzoni)进行了调试；意大利航天局、瑞士航天局和瑞典国立宇宙委员会对望远镜光学单元的开发给予了资助。
柏拉图是“行星凌日和恒星振荡观测”的英文缩略词，但也是古希腊一位哲学家的名字：柏拉图（公元前428-348），曾努力寻求一则计算行星（漂泊的恒星）轨道并能符合哲学家“一致性”和“规律性”所需的定律。

## 目标
该任务目标是探测类地系外行星及太阳型恒星宜居带，描述确定其宜居性所需的整体特性。为实现这一目标，任务设定了以下目标：
- 发现并描述附近的众多系外行星系统，精确测定3%行星的半径，10%恒星的年龄和10%行星的质量（后者结合地基径向速度测量）；
- 探测并描述环太阳型恒星周围宜居带中地球般大小的行星和超级地球的特征；
- 发现并描述众多系外行星系统，以研究它们的典型结构，以及对宿主恒星和环境的依赖性；
- 测量恒星振荡以研究恒星的内部结构及其随时间的演化；
- 发现良好的光谱测量目标，以研究系外行星大气。

柏拉图号与对流旋转和行星凌日任务和开普勒太空望远镜的不同之处在于，它将研究相对明亮的恒星（4到11星等），从而能够更准确地测定行星参数，并通过后续使用地基望远镜径向速度测量，更容易确认行星并测量它们的质量。它的停留时间也将比美国宇航局的凌日系外行星巡天卫星任务要长，使得它对周期较长的行星更为有效。

## 光学设备
柏拉图的有效载荷基于多望远镜方法，总共涉及26台相机：分成4组的24台“普通”相机和2台用于拍摄明亮恒星的“快速”相机。24台“普通”相机以25秒的读出频率工作，监视亮度低于视星等8的恒星。而两台“快速”相机则以2.5秒的频率工作，以观察4到8星等的恒星。相机为使用六镜头的折射望远镜，每台相机都带有一个120毫米直径的镜头，视场宽度达1100度2。各台相机均配备了由四个4510 x 4510像素CCD构成的独立凝视阵列。
24台“普通摄像机”将排列成四组，每组六台，其视线与+ZPLM轴偏移9.2度，这种特殊配置将允许测量每个范围为2250度2的瞬时视野点，该空间天文台将每年绕平均视线旋转一圈，对同一天空区域进行连续观测。

## 发射
该太空观测台计划在2026年发射到日-地拉格朗日点2。

## 数据发布时间表
每季的测光数据（包括光曲线）和高水平科研结果将在验证结束后6个月，最迟不超过一年内公开发布。数据按季度处理，是因为航天器每旋转90度所需保持的时间。第一季度的观察数据验证和通信渠道更新需要半年时间。随后的各季只需3个月。少数恒星（25万颗恒星中不超过2000颗）将具有专属状态，意味着仅柏拉图任务联盟成员才能在给定的时间段内访问这些数据，他们可选择柏拉图号前3个月内所观测的各个区域。专属期限限于地面观测完成或任务存档阶段结束后（发射日期+7.5年）的6个月，以先到者为准。

## 另请查看
- 宇宙愿景，欧空局计划(2015年-2025年)
- 空间望远镜列表
- 系外行星特性探测卫星，一架2019年的测定已知太阳系外行星大小的欧洲太空望远镜。
- 凌日系外行星巡天卫星 (TESS)美国宇航局，于2018年发射。